# Paolo Berlanda
Paolo Berlanda (Rovereto, 13 marzo 1920 – Trento, 20 luglio 2004) è stato un politico italiano.

## Biografia
Era sposato con Liliana Lubich, sorella di Chiara Lubich.
Esponente della Democrazia Cristiana, è stato consigliere regionale del Trentino-Alto Adige nella II e III legislatura (1952-1960) e assessore regionale per industria e commercio dal 1952 al 1961.
È stato senatore dal 1963 al 1976 e sottosegretario per il commercio con l'estero nel Governo Rumor II dal 7 agosto 1969 al 26 marzo 1970.
È morto il 20 luglio 2004 a Trento.